# Romanesco (dialect)

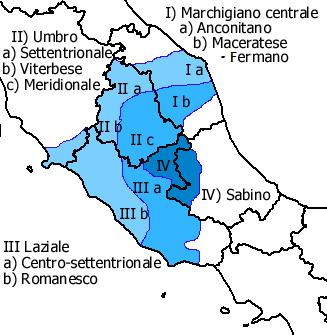
Dialecten van Midden-Italië. Romanesco is Laziale IIIb.

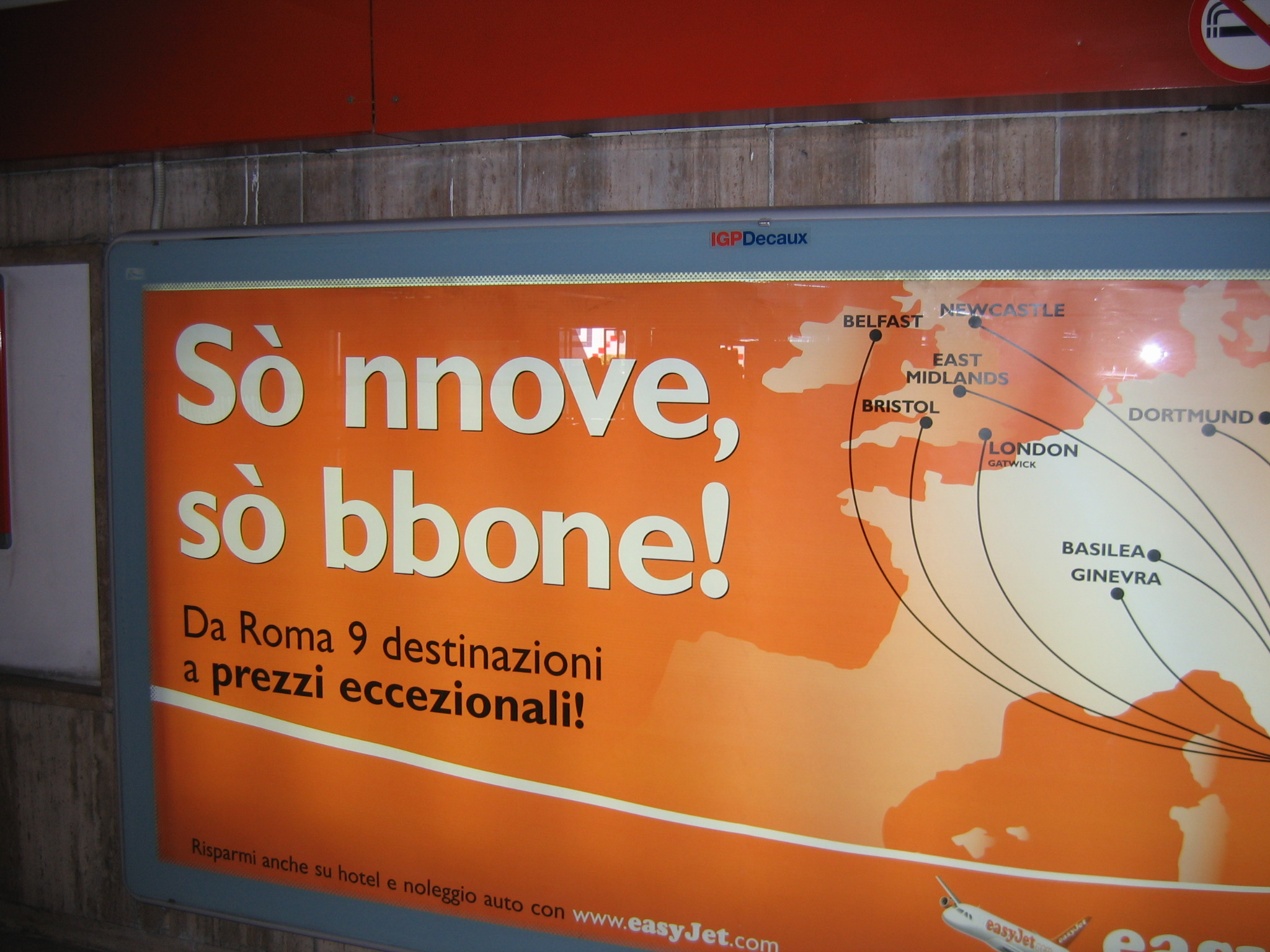
Reclame in Romanesco in de Romeinse metro voor goedkope reizen naar negen bestemmingen. (Italiaans: Sono nove, sono buone). "Er zijn er negen, ze zijn goed" oftewel Alle negen goed. (De tekst eronder is weer standaard Italiaans.)

Romanesco, Romano of Romanaccio (lelijk Romeins) is een Romaanse taal of dialect dat in Rome en Lazio door omstreeks twee miljoen mensen gesproken wordt.

## Verwantschap
Tegenwoordig wordt Romanesco meer als een streektaaleigen beschouwd dan als een echte taal of dialect. Het behoort tot de groep van Midden-Italiaanse dialecten, maar draagt sporen van het Toscaans door de toevloed van immigranten na de Sacco di Roma van 1527.
De grammatica wijkt dan ook niet veel af van het Standaard-Italiaans. Het klassieke Romanesco, dat in de negentiende eeuw een literaire vorm kreeg in de sonnetten van Giuseppe Gioachino Belli (1791-1863)) en anderen als Trilussa (pseudoniem van Carlo Alberto Salustri (1871–1950), is nu weer veranderd.
Het eigenlijke Romanesco, dat in de stad Rome en de onmiddellijke omgeving gesproken wordt, verschilt enigszins van de andere Romanesco-dialecten. Het huidige Romanesco is een levendige straattaal die zich snel ontwikkelt, met karakteristieke uitdrukkingen, scheldwoorden, afkortingen en grappen.

## Sonnet van Belli
| Le lingue der Monno Sempre ho ssentito a ddí cche li paesi hanno oggnuno una lingua indifferente, che dda sciuchi l’impareno a l’ammente, e la parleno poi per èsse intesi. Sta lingua che ddich’io l’hanno uguarmente Turchi, Spaggnoli, Moscoviti, Ingresi, Burrini, Ricciaroli, Marinesi, e Ffrascatani, e ttutte l’antre ggente. Ma nnun c’è llingua come la romana pe ddí una cosa co ttanto divario, che ppare un magazzino de dogana. Per essempio noi dimo ar cacatore, commido, stanziolino, nescessario, logo, ggesso, ladrina e mmonziggnore. Rome, 16 december 1832 - Der medemo (Dezelfde) | Vertaling: De talen van de wereld Ik heb altijd horen zeggen dat alle landen ieder een eigen taal hebben Van jongs af aan leren ze haar uit het hoofd En spreken haar dan om begrepen te worden Ze hebben volgens mij soortgelijke talen: Turken, Spanjaarden, Russen, Engelsen Lui uit de Romagna, Ariccia, San Marino, Frascati en alle anderen Maar er is geen taal zoals die van Rome Die voor een ding zoveel woorden heeft Dat het een douanedepot lijkt. Bijvoorbeeld wij zeggen tegen het toilet commido, stanziolino, nescessario, logo, ggesso, ladrina en mmonziggnore |

## Grammatica
Enkele onregelmatige werkwoorden:
| Persoonsvorm     | èsse (zijn) | avé (hebben) | annà (gaan) | vení (komen)   | volé (willen) | poté (kunnen) |
| ---------------- | ----------- | ------------ | ----------- | -------------- | ------------- | ------------- |
| (ik)             | sò          | ho           | vado        | vengo          | vòjo          | pòzzo         |
| (jij)            | sei         | hai          | vai         | venghi (vieni) | vòi           | pòi           |
| (hij/zij/het)    | è           | ha           | va          | viè            | vò (vòle)     | pò            |
| (wij)            | semo        | avemo (amo)  | annamo      | venimo         | volemo        | potemo        |
| (jullie)         | sete        | avete (ate)  | annate      | venite         | volete        | potete        |
| (zij (meervoud)) | sò          | hanno        | vanno       | vengheno       | vònno         | pònno         |

## Voorbeelden van modern taalgebruik
Annamo! (italiaans: Andiamo!). Laten we gaan!
Aò, anvedi chi stà à arrivà! (italiaans: Oh, guarda chi sta arrivando!) Hee, kijk wie daar aan komt!
Aò, jeri me sò pijato 'na bira ar bare (italiaans: ieri ho preso (pigliato) una birra al bar) Hee, gisteren dronk ik een biertje aan de bar.
Come t'antitoli? (hoe betitel je jezelf?): Hoe heet je?
Giàmaica (afkorting van "Già m'hai cacato er cazzo", erg plat, "nou heb je op mijn pik gepoept"): Nou heb je me op de pik getrapt.
Ma nun c'ō sapevi che sù fija n'è nnata à scola? (italiaans: ma non lo sapevi che sua figlia non è andata a scuola?) Wist je dat haar dochter niet naar school ging?
Mo' te gonfio Nou sla ik je verrot (vaak humoristisch bedoeld)
Mortacci tua of li mortacci tua of 'tacci tua: (Je lelijke dooien, belediging van je voorgeslacht)
Roma mica sse frabbricò tutt’in un botto: Rome is niet in een dag (klap) gebouwd.
Stò à nnà ar cinema cò l'amici mia (italiaans: sto andando al cinema con i miei amici) Ik ga naar de bios met vrienden.

## Bekende sprekers van Romanesco
- Aldo Fabrizi (acteur en regisseur)
- Alberto Sordi (acteur)
- Nino Manfredi (acteur)
- Anna Magnani (actrice)
- Elena Fabrizi (actrice, bekend als Sora Lella)
- Gigi Proietti (acteur, regisseur en cabaretier)
- Enrico Montesano (acteur en cabaretier)
- Carlo Verdone (acteur en regisseur)
- Sabrina Ferilli (actrice)
- Francesco Totti (voetballer)

### YouTube
- Piu' semo e mejo stamo Lied Met meer staan we sterker oftewel Hoe meer hoe beter
- Su sto motivo nun se solfeggia - Lied van Stornelli Romani